# Ligue 1 2009-10
La temporada 2009-10 de la Ligue 1 fue la septuagésima segunda edición de la Liga francesa de fútbol, y se desarrolló entre el 8 de agosto de 2009 y el 15 de mayo de 2010.
Los cuatro primeros puestos clasifican para las competiciones europeas. Los otros dos lugares se otorgan al ganador de la Copa Nacional y la Copa de la Liga.

## Equipos
| Pos | Descendidos de Ligue 1 |
| --- | ---------------------- |
| 18º | Caen                   |
| 19º | Nantes                 |
| 20º | Le Havre               |

| Pos | Ascendidos de Ligue 2 |
| --- | --------------------- |
| 1º  | Lens                  |
| 2º  | Montpellier           |
| 3º  | Boulogne              |

### Información de los equipos
| Club                                      | Ciudad        | Entrenador         | Estadio                | Aforo  |
| ----------------------------------------- | ------------- | ------------------ | ---------------------- | ------ |
| AJ Auxerre                                | Auxerre       | Jean Fernandez     | L'Abbé-Deschamps       | 23.467 |
| US Boulogne                               | Boulogne      | Laurent Guyot      | Stade de la Libération | 15.004 |
| Girondins de Burdeos                      | Burdeos       | Laurent Blanc      | Jacques C-Delmas       | 34.694 |
| Grenoble                                  | Grenoble      | Mécha Baždarević   | Des Alpes              | 20.068 |
| Le Mans UC                                | Le Mans       | Arnaud Cormier     | Léon-Bollée            | 17.641 |
| RC Lens                                   | Lens          | Jean-Guy Wallemme  | Félix Bollaert         | 41.229 |
| Lille OSC                                 | Lille         | Rudi García        | Lille-Metropole        | 18.189 |
| Lorient                                   | Lorient       | Christian Gourcuff | du Moustoir            | 18.910 |
| Olympique de Lyon                         | Lyon          | Claude Puel        | Gerland                | 41.044 |
| Olympique de Marsella                     | Marsella      | Didier Deschamps   | Vélodrome              | 60.013 |
| AS Monaco                                 | Mónaco        | Guy Lacombe        | Louis II               | 18.523 |
| Montpellier HSC                           | Montpellier   | René Girard        | Stade de la Mosson     | 32.939 |
| AS Nancy                                  | Nancy         | Pablo Correa       | Marcel Picot           | 20.087 |
| OGC Niza                                  | Niza          | Éric Roy           | Stade du Ray           | 18.696 |
| Paris Saint-Germain                       | París         | Antoine Kombouaré  | Parc des Princes       | 48.527 |
| Stade Rennes                              | Rennes        | Frédéric Antonetti | Route de Lorient       | 31.127 |
| AS Saint-Étienne                          | Saint-Etienne | Christophe Galtier | Geoffroy-Guichard      | 35.616 |
| FC Sochaux                                | Sochaux       | Francis Gillot     | Auguste Bonal          | 20.005 |
| Toulouse FC                               | Toulouse      | Alain Casanova     | Stade de Toulouse      | 36.508 |
| Valenciennes FC                           | Valenciennes  | Philippe Montanier | Stade Nungesser        | 16.547 |
| Datos actualizados el 9 de marzo de 2010. |               |                    |                        |        |

### Cambios de entrenadores
| Jornada | Club             | Entrenador saliente | Fecha del cese          | Reemplazado por    |
| ------- | ---------------- | ------------------- | ----------------------- | ------------------ |
| 11.ª    | Le Mans UC       | Paulo Duarte        | 10 de diciembre de 2009 | Arnaud Cormier     |
| 11.ª    | AS Saint-Étienne | Alain Perrin        | 15 de diciembre de 2009 | Christophe Galtier |
| 25ª     | OGC Niza         | Didier Ollé-Nicolle | 9 de marzo de 2010      | Éric Roy           |

### Equipos porregión

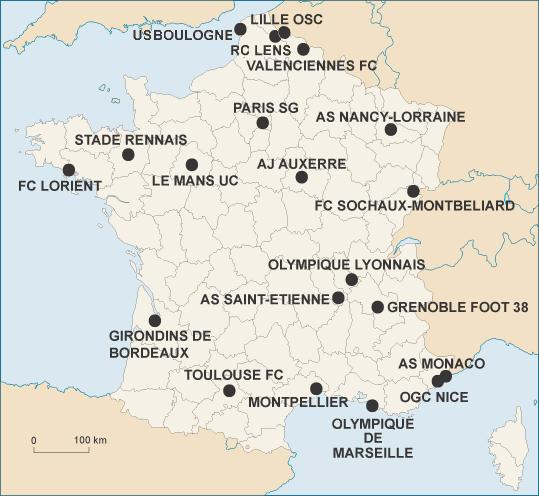
Equipos participantes en la Ligue 1 2009-10.

| Región                    | N.º | Equipos                              |
| ------------------------- | --- | ------------------------------------ |
| Norte-Paso de Calais      | 4   | Boulogne, Lens, Lille y Valenciennes |
| Ródano-Alpes              | 3   | Grenoble, Lyon y Saint-Étienne       |
| Bretaña                   | 2   | Lorient y Rennes                     |
| Provenza-Alpes-Costa Azul | 2   | Marseille y Nice                     |
| Países del Loira          | 1   | Le Mans                              |
| Aquitania                 | 1   | Burdeos                              |
| Borgoña                   | 1   | Auxerre                              |
| Franco Condado            | 1   | Sochaux                              |
| Isla de Francia           | 1   | Paris SG                             |
| Lorena                    | 1   | Nancy                                |
| Mediodía-Pirineos         | 1   | Toulouse                             |
| Languedoc-Rosellón        | 1   | Montpellier                          |
| Principado de Mónaco      | 1   | AS Monaco                            |

## Clasificación
- Actualizado el 15 de mayo de 2010.

| Pos. | Equipo                    | Pts. | PJ | G  | E  | P  | GF | GC | Dif. | Clasificación o descenso                       |
| ---- | ------------------------- | ---- | -- | -- | -- | -- | -- | -- | ---- | ---------------------------------------------- |
| 1    | Olympique de Marsella (C) | 78   | 38 | 23 | 9  | 6  | 69 | 36 | +33  | Fase de grupos de la Liga de Campeones         |
| 2    | Olympique de Lyon         | 72   | 38 | 20 | 12 | 6  | 64 | 38 | +26  | Fase de grupos de la Liga de Campeones         |
| 3    | Auxerre                   | 71   | 38 | 20 | 11 | 7  | 42 | 29 | +13  | Ronda de play-off de la Liga de Campeones      |
| 4    | Lille                     | 70   | 38 | 21 | 7  | 10 | 72 | 40 | +32  | Ronda de play-off de la Liga Europa            |
| 5    | Montpellier               | 69   | 38 | 20 | 9  | 9  | 50 | 40 | +10  | Tercera ronda clasificatoria de la Liga Europa |
| 6    | Girondins de Burdeos      | 64   | 38 | 19 | 7  | 12 | 58 | 40 | +18  |                                                |
| 7    | Lorient                   | 58   | 38 | 16 | 10 | 12 | 54 | 42 | +12  |                                                |
| 8    | Mónaco                    | 55   | 38 | 15 | 10 | 13 | 39 | 45 | −6   |                                                |
| 9    | Stade Rennes              | 53   | 38 | 14 | 11 | 13 | 52 | 41 | +11  |                                                |
| 10   | Valenciennes              | 52   | 38 | 14 | 10 | 14 | 50 | 50 | 0    |                                                |
| 11   | Lens                      | 48   | 38 | 12 | 12 | 14 | 40 | 44 | −4   |                                                |
| 12   | Nancy-Lorraine            | 48   | 38 | 13 | 9  | 16 | 46 | 53 | −7   |                                                |
| 13   | París Saint-Germain       | 47   | 38 | 12 | 11 | 15 | 50 | 46 | +4   | Ronda de play-off de la Liga Europa            |
| 14   | Toulouse                  | 47   | 38 | 12 | 11 | 15 | 36 | 36 | 0    |                                                |
| 15   | Niza                      | 44   | 38 | 11 | 11 | 16 | 41 | 57 | −16  |                                                |
| 16   | Sochaux                   | 41   | 38 | 11 | 8  | 19 | 28 | 52 | −24  |                                                |
| 17   | Saint-Étienne             | 40   | 38 | 10 | 10 | 18 | 27 | 45 | −18  |                                                |
| 18   | Le Mans (D)               | 32   | 38 | 8  | 8  | 22 | 36 | 59 | −23  | Descenso de categoría                          |
| 19   | Boulogne (D)              | 31   | 38 | 7  | 10 | 21 | 31 | 62 | −31  | Descenso de categoría                          |
| 20   | Grenoble (D)              | 23   | 38 | 5  | 8  | 25 | 31 | 61 | −30  | Descenso de categoría                          |

 Fuente: [cita requerida]
Notas:
1. ↑  Montpellier se clasificó para la tercera ronda previa de la Liga Europa 2010-11 debido a que el campeón de la Copa de la Liga de Francia 2009-10 (Olympique de Marsella) se clasificó para la Liga de Campeones, por lo que el cupo que otorgaba dicho torneo pasó al 5° clasificado.
2. ↑  París Saint-Germain se clasificó para los play-offs de la Liga Europa 2010-11 al haber ganado la Copa de Francia 2009-10.

## Estadísticas

### Máximos goleadores
| Jugador        | Equipo                | Goles |
| -------------- | --------------------- | ----- |
| Mamadou Niang  | Olympique de Marsella | 18    |
| Kévin Gameiro  | FC Lorient            | 17    |
| Mevlüt Erdinç  | París Saint-Germain   | 15    |
| Lisandro López | Olympique de Lyon     | 15    |
| Nené           | Mónaco                | 14    |
| Ireneusz Jeleń | AJ Auxerre            | 14    |
| Loïc Rémy      | Niza                  | 14    |

### Máximos asistentes
| Jugador              | Equipo                | Asistencias |
| -------------------- | --------------------- | ----------- |
| Luis González        | Olympique de Marsella | 11          |
| Marama Vahirua       | Lorient               | 10          |
| Daniel Niculae       | AJ Auxerre            | 8           |
| Eden Hazard          | Lille                 | 7           |
| Fahid Ben Khalfallah | Valenciennes          | 6           |
| Yoann Gourcuff       | Girondins de Burdeos  | 6           |

| Francia                                   |
| Campeón Olympique de Marsella 10.o título |